# Maximilian Munski
Maximilian Munski (ur. 10 stycznia 1988) – niemiecki wioślarz, srebrny medalista olimpijski z Rio de Janeiro.
Zawody w 2016 były jego pierwszymi igrzyskami olimpijskimi. W Brazylii zajął 2. miejsce w ósemce, osadę tworzyli także Malte Jakschik, Andreas Kuffner, Eric Johannesen, Maximilian Reinelt, Felix Drahotta i Richard Schmidt, Hannes Ocik i Martin Sauer. W tej konkurencji był srebrnym medalistą mistrzostw świata w 2013 i 2015. W 2013, 2015 i 2016 zdobył złoto mistrzostw Europy. W dwójce ze sternikiem w 2010 zdobył brąz mistrzostw globu.